# Zeekaap Rottumeroog

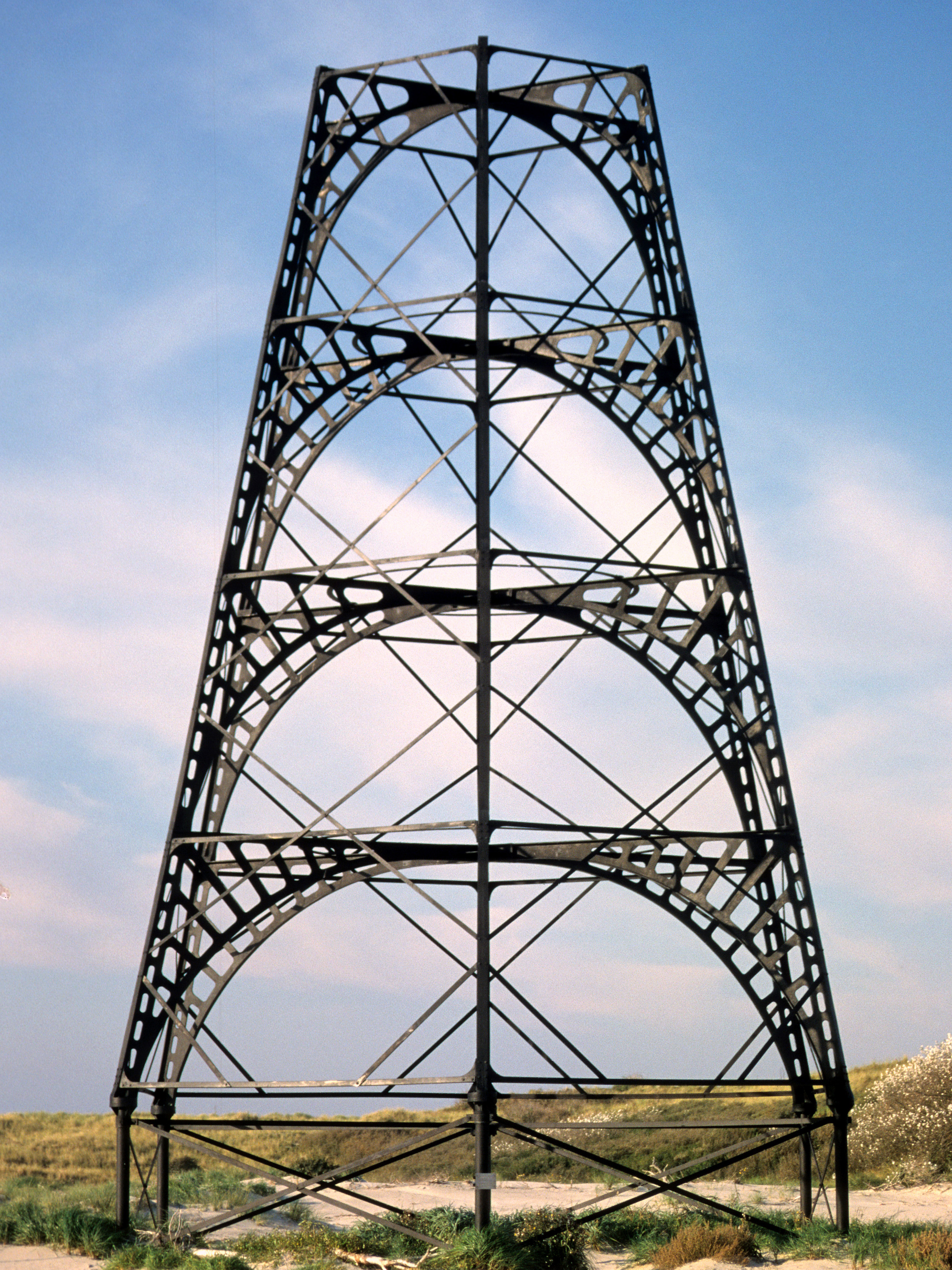
Zeekaap op Rottumeroog in 1996

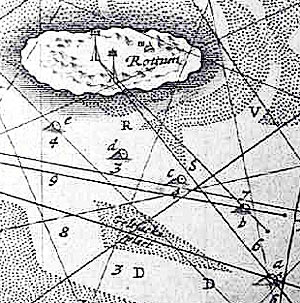
De twee kapen van Rottumeroog.

De Zeekaap Rottumeroog, of De Kaap, voorheen ook Emder- of Groote kaap, is een gietijzeren dagmerk op het Waddeneiland Rottumeroog en is in die functie een markant herkenningspunt voor de scheepvaart. De kaap is 21,5 meter hoog. Er hebben twee gietijzeren kapen op het eiland gestaan, opvolgers van houten kapen die elke twintig à dertig jaar vernieuwd moesten worden. Ze waren geplaatst voor de handelsvaart naar Emden en omgeving.

## Geschiedenis
In 1837 moesten de houten kapen op het eiland weer vervangen worden. Dit ging echter niet zonder slag of stoot. Ze stonden namelijk op Gronings grondgebied en er moest een vergunning voor worden aangevraagd. Die vergunning werd eerst geweigerd, na overleg werd besloten dat de Groninger- of Kleine kaap (met 4 ringen) door de Provincie Groningen zou worden onderhouden en de Emder- of Groote kaap door de stad Emden.
In 1883 werd de gietijzeren kaap gebouwd. Hij was ontworpen door Quirinus Harder en A.C. van Lo, constructeurs der Bouwkundige Dienst van het Loodswezen en werd gegoten door de firma D.A. Schretlen & Co uit Leiden. Hij bestaat uit vijf op elkaar gestapelde, taps toelopende opengewerkte gietijzeren gebinten die onderling verbonden zijn door zeskantige gietijzeren koppelstukken.
In 1902 werd er een 12,5 meter hoge lichtopstand geplaatst op het eiland voor de veiligheid van de schepen.
In 1931 was de Groninger- of Kleine kaap al omgevallen. Door het wandelen van het eiland kwam de kaap op de afgrond te staan en werd afgebroken. Deze kaap was 19 meter hoog en men vond dat door de voortgang der techniek men wel met één kaap toe kon. De kaap werd niet meer herplaatst en ook de lichtopstand hoefde geen dienst meer te doen. De kaap die overbleef was de Emder- of Groote kaap, nu aangeduid als Zeekaap Rottumeroog.
De kaap had tussen 1940 en 1956 een lichthuis. Dit lichthuis was van 1956 tot 1977 bevestigd op het Licht van Troost en is tegenwoordig te vinden in het Schipbreuk- en Juttersmuseum Flora op Texel.
De Zeekaap is sinds 1986 een rijksmonument.
In 1989 werd de Zeekaap gedemonteerd en naar de wal gebracht om gerepareerd te worden. In 1990 werd de kaap teruggeplaatst op zijn oude plek op Rottumeroog. Voor het terugplaatsen is er een hevige discussie geweest of de kaap teruggeplaatst moest worden. De gemeente wilde de kaap bij Noordpolderzijl neerzetten als attractie, maar hier werd door de overheid een stokje voor gestoken.
In november 1999 werd begonnen met het verplaatsen van de kaap. Dit moest gebeuren omdat bij een waterstand van 220 cm boven NAP de kaap met de voeten in het water kwam te staan. Gedurende vier weken tijd werd de kaap door de firma Spandauw en Lommers verplaatst over een afstand hemelsbreed van 400 meter. Vanwege de begroeiing moest men gebruikmaken van het pad, waardoor de kaap vervoerd werd over een afstand van twee kilometer.
1. ↑  Zeekaap | Rijksdienst voor het Cultureel Erfgoed. monumentenregister.cultureelerfgoed.nl. Geraadpleegd op 6 augustus 2024.
2. ↑  Beschrijving der Nederlandsche Zeegaten. Landsdrukkerij (1890), p. 27.